# Paris-Karlsbad-Express
Der Paris-Karlsbad-Express (auch als Paris-Karlsbad-Prag-Express bezeichnet) war ein Luxuszug, der in den Jahren von 1900 bis 1914 sowie 1921, 1922 und von 1925 bis 1939 jeweils im Sommerhalbjahr zwischen Paris und der böhmischen Bäderstadt Karlsbad verkehrte.

## Geschichte

### Vor dem Ersten Weltkrieg
Der Zug wurde, wie fast alle Luxuszüge in Kontinentaleuropa von der Compagnie Internationale des Wagons-Lits (CIWL) betrieben. Diese hatte zuvor mit den beteiligten Bahngesellschaften, die die Lokomotiven für die CIWL-Züge stellten, entsprechende Verträge abgeschlossen. Das waren die Französische Ostbahn, die Reichseisenbahnen in Elsaß-Lothringen (EL), die Badischen Staatseisenbahnen, die Königlich Württembergischen Staats-Eisenbahnen, die Königlich Bayerischen Staatseisenbahnen und die Buschtěhrader Eisenbahn. Erstmals verkehrte der Zug am 14. Juni 1900. Die Verbindung war saisonal und verkehrte immer nur von Juni bis September. Ab 1901 führte der Zug ab Paris auch einen zusätzlichen Schlafwagen als Kurswagen nach Frankfurt am Main, der in Karlsruhe abgehängt wurde. Nur im Sommer 1906 verkehrte zudem ein weiterer Schlafwagen bereits ab bzw. bis Calais. Ab diesem Jahr wurde der Zug zudem zwischen Karlsruhe und Crailsheim neu über die Kraichgaubahn und die Bahnstrecke Heilbronn–Crailsheim geführt, um den überlasteten und beengten alten Stuttgarter Hauptbahnhof zu umgehen.
Der Ausbruch des Ersten Weltkriegs bedeutete wie für fast alle Luxuszüge zunächst auch das Ende für den Paris-Karlsbad-Express.

### Zwischenkriegszeit
Nach dem Ersten Weltkrieg kam der Verkehr der CIWL-Luxuszüge nur allmählich wieder in Gang. Im Sommer 1920 verkehrten in der Nachfolge des Paris-Karlsbad-Express und des Orient-Express der Vorkriegszeit zunächst an drei Tagen pro Woche ein Boulogne/Paris/Ostende-Prague-Varsovie-Express und ein Boulogne/Paris/Ostende-Strasbourg-Vienne-Express ab Paris bzw. Boulogne und Ostende, die in Strasbourg zusammengeführt und umrangiert wurden. Ab Strasbourg fuhr der Warschauer Zug über Stuttgart, Nürnberg und Eger nach Prag und erreichte zwar nicht Karlsbad, passierte aber das böhmische Bäderdreieck. Erst im Folgejahr gab es mit einem nunmehr als Paris-Karlsbad-Prag-Express bezeichneten Zuglauf erstmals wieder eine direkte Verbindung von Paris nach Karlsbad. Allerdings verkehrte dieser im Unterschied zur Vorkriegszeit nicht mehr als eigenständiger Zug ab Paris, sondern wurde in Stuttgart als Flügelzug vom nun ebenfalls wieder auf seinem alten Laufweg über Wien verkehrenden Orient-Express getrennt. Er führte Schlafwagen nach Karlsbad und Prag, die in Eger getrennt wurden.
Bis 1939 blieb dieser Zuglauf weitgehend unverändert, lediglich im Sommer 1923 verkehrte der Paris-Karlsbad-Prag-Express nicht, da die Deutsche Reichsbahn in diesem Jahr infolge der französischen Ruhrbesetzung die Übernahme aller CIWL-Luxuszüge verweigerte. Ab 1925 führte der Paris-Karlsbad-Prag-Express ab Nürnberg zudem Schlafwagen von Ostende, die zwischen Ostende und Nürnberg im Ostende-Wien-Express liefen. Im CIWL-Kursbuch wurden diese Wagen als Ostende-Karlsbad-Express bezeichnet. Im Unterschied zur Zeit vor dem Ersten Weltkrieg verkehrten die Züge nur dreimal pro Woche, Abfahrtstage in Paris und Karlsbad bzw. Prag waren jeweils Dienstag, Donnerstag und Samstag. Wie bei fast allen Luxuszügen der CIWL endete der Verkehr kurz vor Ausbruch des Zweiten Weltkriegs Ende August 1939. 
Nach dem Krieg erhielt der ab 1946 wieder verkehrende Orient-Express zwar zunächst wieder Schlafwagen als Kurswagen nach Prag und Warschau, die ab Stuttgart über Nürnberg und Cheb geführt wurden, jedoch nicht mehr nach Karlsbad. Im Zuge des beginnenden Kalten Kriegs wurden diese Kurswagen jedoch ab 1948 immer wieder unterbrochen, zudem sank die Nachfrage erheblich. Erst ab 1952 stabilisierte sich der Zuglauf zwischen Paris und Prag über Nürnberg und Prag, zeitweilig als Orient-Express oder Paris-Praha-Express bezeichnet. Ab 1961 entfiel der Schlafwagenkurs nach Warschau, ab 1970 gab es generell keine Schlafwagen mehr in dem inzwischen in der Tschechoslowakei als Západní expres bezeichneten Zuglauf. 1965 war der Zuglauf zudem bereits auf den Laufweg über Frankfurt am Main verlegt worden, womit die letzten Spuren des Paris-Karlsbad-Prag-Express der Vorkriegszeit aus den Kursbüchern verschwanden.

## Betrieb
Der Zug bestand bis 1914 gewöhnlich aus zwei Gepäckwagen, die an beiden Zugenden liefen und zugleich Schutzwagen waren, zwei Schlafwagen und einem Speisewagen. Er verkehrte von Paris über den Grenzbahnhof Deutsch-Avricourt, Straßburg, Karlsruhe, Stuttgart (bis 1906), Nürnberg und Eger. Im Bereich der EL war im Regelfall eine Dampflokomotive der Baureihe S 9 vorgespannt. Ab 1906 wurde Stuttgart um- und nicht mehr angefahren.
In der Zwischenkriegszeit umfasste der separate Paris-Karlsbad-Prag-Express zwischen Stuttgart und Nürnberg im Regelfall zwei Schlafwagen (mit Laufweg zwischen Paris und Karlsbad bzw. Prag), zwei Gepäckwagen (mit Laufweg zwischen Paris und Karlsbad sowie Stuttgart und Prag) und einen Speisewagen (mit Laufweg zwischen Stuttgart und Prag). Ab Nürnberg wurden zwei weitere Schlafwagen (mit Laufweg zwischen Calais/Boulogne bzw. Ostende und Karlsbad) in den Zug eingereiht. Die Bespannung des Zuglaufs war auf dem deutschen Abschnitt während der gesamten Zwischenkriegszeit eine Aufgabe der DR-Baureihe 18.4 (Bayerische S 3/6), wobei in Nürnberg ein Lokwechsel stattfand.
1914 hatte der Zug die Nummer L3/4 in Frankreich und L64/65 in Deutschland, verließ Paris um 19:34 Uhr und erreichte Karlsbad nach knapp 18½ Stunden Fahrt um 14:01 Uhr. Nach dem Krieg führte der als eigenständiger Zuglauf auf den Abschnitt zwischen Stuttgart und Karlsbad bzw. Prag verkürzte Zug im Bereich der Reichsbahn weiter die Zugnummern L64/65. Zum Sommer 1935 erhielt der Zug die neuen Nummern L104/105, die infolge des Münchner Abkommens im Sommer 1939 für den kompletten Zuglauf bis bzw. ab Karlsbad galten. Die tschechoslowakischen Staatsbahnen (ČSD), in denen die Buschtěhrader Eisenbahn 1923 aufgegangen waren, führte den Zug zwischen Eger und Karlsbad als L123/124, der Zugteil zwischen Eger und Prag erhielt die Nummern L103/104. Der Zugteil nach Prag, der der Českomoravské dráhy als Nachfolger der ČSD im nunmehrigen Protektorat Böhmen und Mähren verblieben war, erhielt 1939 die Zugnummer L205/206.